# بين ديفيس
بين ديفيس (بالإنجليزية: Ben Davis)‏ هو لاعب كرة قدم أمريكية أمريكي، ولد في 30 أكتوبر 1945 في برمنغهام في الولايات المتحدة.

## وصلات خارجية
- بين ديفيس على موقع مرجع كرة القدم المحترفة.كوم (الإنجليزية)
- بين ديفيس على موقع IMDb (الإنجليزية)